# Werf Conrad (Haarlem)
De Werf Conrad is een voormalige machinefabriek en scheepswerf in Haarlem. De onderneming kende door de jaren heen verschillende namen Thomas Figee en Compagnie en tot slot Holland Nautic. De werf lag aan het Noorder Buiten Spaarne tussen de Paulkrugerkade en de Werfstraat in de Transvaalwijk, Haarlem-Noord.

## Geschiedenis

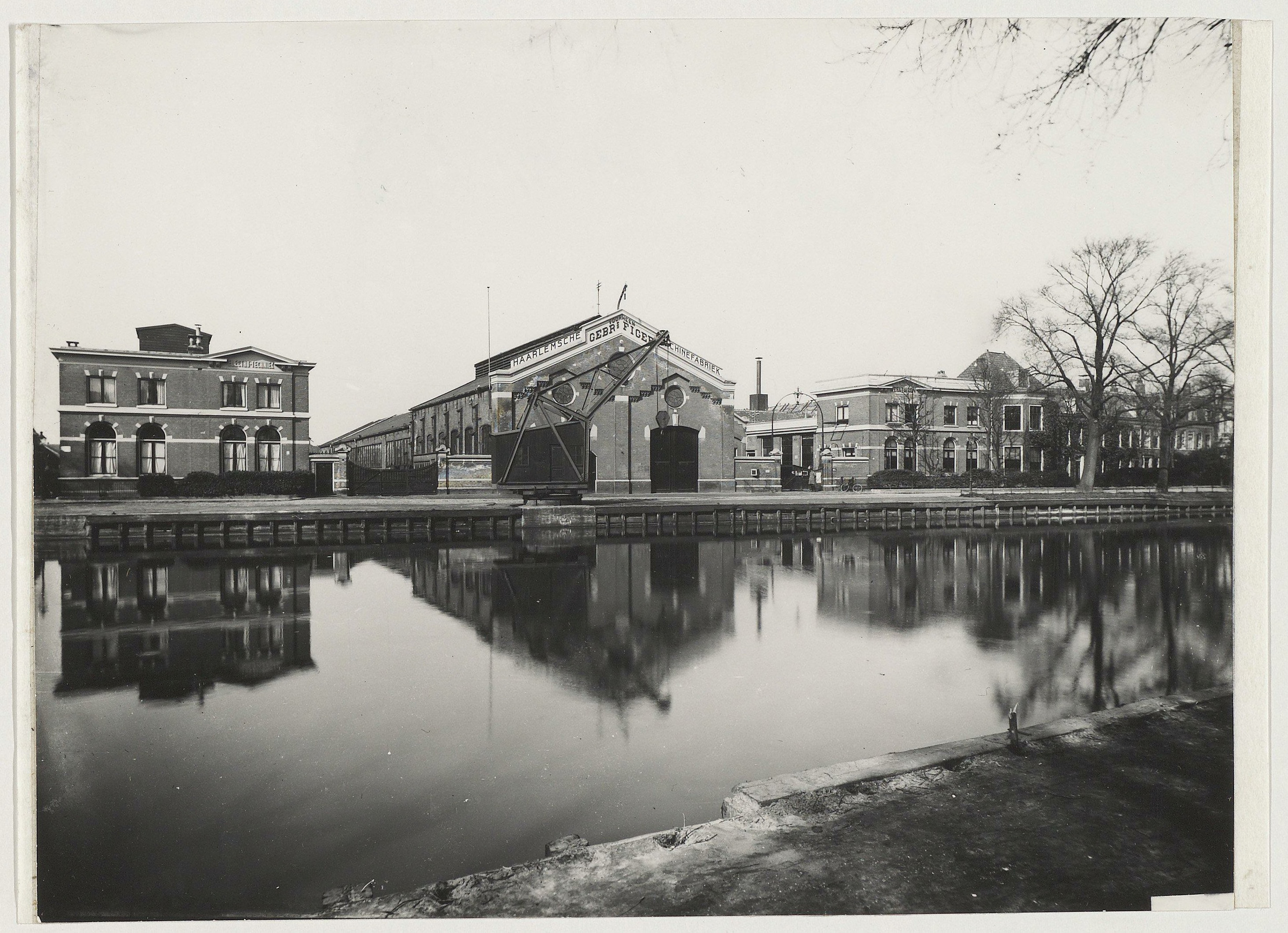
De Haarlemsche Machinefabriek aan de Leidsevaart rond 1900 voorheen de VOF Gebroeders Figee

Hendrik Figee jr. begon rond 1857 een werkplaats voor fabricage van ijzeren werktuigen. Deze verhuisde niet veel later naar een locatie aan de Leidsevaart. Naast Hendrik traden in de loop van jaren 1860 zijn jongere broers Thomas en Johannes Figee in het bedrijf. In 1874 trok Figee Sr. zich helemaal terug uit het bedrijfsleven en namen zijn drie oudste zoons het hele bedrijf over onder de naam VOF Gebroeders Figee.
In 1880 kocht Thomas Figee stukken grond van de voormalige buitenplaats Vruchtwijk te Schoten, gelegen tussen de huidige Paul Krugerkade en Werfstraat. Hier richtte Thomas als onderdeel van Figee een scheepswerf op die baggermolens ging produceren. In 1883 nam Thomas deze activiteit over en begon met zijn eenmanszaak Werf Conrad, vernoemd naar de ingenieur Frederik Willem Conrad. In 1887 ging Thomas Figee een samenwerking aan met Pieter Goedkoop en veranderde de naam van het bedrijf in Thomas Figee en Compagnie CV. Tevens namen C.T. Stork en J.E. Stork een belangrijk aandeel in de werf. In 1889 volgde omzetting in de nv Scheepswerf en Werktuigenfabriek Werf Conrad, waarbij Thomas niet langer meer directielid was. Tussen 1880 en 1894 werden 80 schepen gebouwd op de werkplaats. Baggermaterieel was een belangrijke specialiteit, waarbinnen Conrad weer als eerste Nederlandse werf in 1887 een baggermolen voor goudontginning bouwde. Veel was bestemd voor werken in het buitenland of besteld door buitenlandse opdrachtgevers. Begin 20ste eeuw was de teller al opgelopen tot 270 vaartuigen: 17 hoppers, 41 laadbakken, 30 onderlossers, 8 sleepboten, 5 zijlossers, 2 drijvende bokken, 2 hekwielvrachtboten, 8 elevators, 5 excavators en verder baggerschepen. De personeelsomvang groeide van 85 (1886) tot 200 rond 1890 en 300-400 eind 19de eeuw.
In 1891 werd aan de Spaarndamseweg 118 een imposante directeurswoning gebouwd. De bouw van deze woning leidde tot ongenoegen van de arbeiders die de villa te groot en te pompeus vonden, een doorn in het oog, een steen des aanstoots. De villa raakte in verval en is in 2007 gesloopt om ruimte te maken voor de woningbouw van De Pionier.

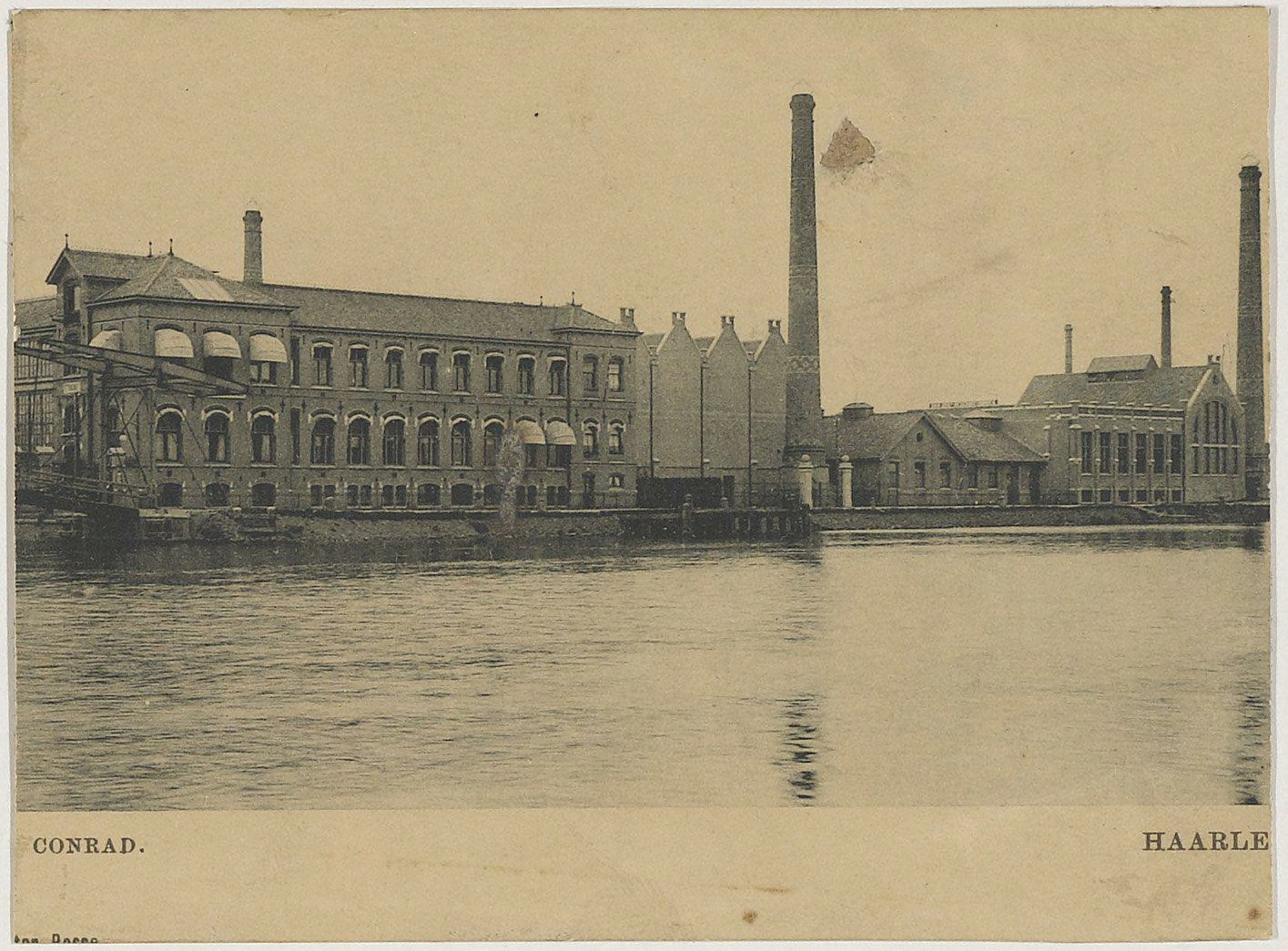
De Scheepswerf Conrad rond 1900 aan het Noorder Buiten Spaarne, bij de Paul Krugerkade, ziende naar het noordwesten

## Groei en overname
In 1897 werd een stelplaats en draaierij met een kantoorgebouw aan het complex toegevoegd (architect Roog en van de Ban, Haarlem) en in 1898 een draaierij, stelplaats met drie loopkranen. In 1900 startte de vervaardiging van een nieuwe product, boorgereedschap waarbij Conrad de rechten voor de vervaardiging en verkoop van het zogeheten Banka-boorgereedschap (een vinding uit 1858 van mijningenieur Akkeringa) verwierf. Voor een volgende specialisering, ertsbaggermolens, ging Conrad successievelijk ook de onderdelen in eigen beheer maken, zoals vanaf 1916 grindpompen. Ook verwierf Conrad diverse (eigen) octrooien op het gebied van baggermaterieel. In 1910 stond de teller op 413 vaartuigen. Daarbij kwamen vanaf die tijd ook bunkermachines en graanelevatoren. En in 1912 bouwde men de grootste zuiger ter wereld tot dan toe. Dat jaar startte tevens een nevenvestiging onder dezelfde naam in Zaandam. De onderneming kwam dat jaar ook onder tweehoofdige leiding: Goedkoop werd opgevolgd door twee technici die al langer bij Conrad in dienst waren: Casper Hendrik Holst en Pieter Lugt. Aan de vooravond van de Eerste Wereldoorlog telde Conrad 575 werklieden. 
In 1932 vestigde de Hengelose maatschappij Stork-Hijsch zich aan de overzijde van het Spaarne en werden alle bedrijfsactiviteiten behalve de scheepswerf overgeplaatst naar het complex aan de overkant, Waarderweg 80. De werf werd voortgezet onder de naam Werf Conrad NV. In 1941 nam de Duitse bezetter Conrad over, het oude bedrijf werd geliquideerd en ondergebracht bij NV Holland Nautic. De naoorlogse periode was een roerige met een faillissement in 1948, gevolgd met een kortstondige doorstart. In 1954 werd de voortzetting van dat bedrijf geliquideerd en hield de scheepswerf op te bestaan.
Op de plek van de werf zijn een winkelcentrum, klimmuur, kantoren, het Nelson Mandelapark en Vermaats Broodfabriek verrezen. De locatie van de werf is nog goed zichtbaar in het stratenpatroon van de Transvaalwijk. Sommige straten houden abrupt op of buigen af van de plek van de voormalige werf. Ook de Werfstraat is een verwijzing naar het industrieel verleden van deze locatie.